# Winlock (Washington)
Pour les articles homonymes, voir Winlock.
Winlock est une ville américaine située dans le comté de Lewis, dans l'État de Washington. Selon le recensement de 2020, sa population est de 1 472 habitants.